# Japans Grand Prix 1994
Japans Grand Prix 1994 var det femtonde av 16 lopp ingående i formel 1-VM 1994.

## Resultat
1. Damon Hill, Williams-Renault, 10 poäng
2. Michael Schumacher, Benetton-Ford, 6
3. Jean Alesi, Ferrari, 4
4. Nigel Mansell, Williams-Renault, 3
5. Eddie Irvine, Jordan-Hart, 2
6. Heinz-Harald Frentzen, Sauber-Mercedes, 1
7. Mika Häkkinen, McLaren-Peugeot
8. Christian Fittipaldi, Footwork-Ford
9. Érik Comas, Larrousse-Ford
10. Mika Salo, Lotus-Mugen Honda
11. Olivier Panis, Ligier-Renault
12. David Brabham, Simtek-Ford
13. Alessandro Zanardi, Lotus-Mugen Honda

### Förare som bröt loppet
- Mark Blundell, Tyrrell-Yamaha (varv 26, motor)
- Rubens Barrichello, Jordan-Hart (16, växellåda)
- Martin Brundle, McLaren-Peugeot (13, snurrade av)
- Gianni Morbidelli, Footwork-Ford (13, snurrade av)
- Gerhard Berger, Ferrari (10, tändning)
- Franck Lagorce, Ligier-Renault (10, kollision)
- Pierluigi Martini, Minardi-Ford (10, kollision)
- Michele Alboreto, Minardi-Ford (10, snurrade av)
- Johnny Herbert, Benetton-Ford (3, snurrade av)
- Ukyo Katayama, Tyrrell-Yamaha (3, snurrade av)
- Taki Inoue, Simtek-Ford (3, snurrade av)
- JJ Lehto, Sauber-Mercedes (0, motor)
- Hideki Noda, Larrousse-Ford (0, snurrade av)

### Förare som ej kvalificerade sig
- Bertrand Gachot, Pacific-Ilmor
- Paul Belmondo, Pacific-Ilmor